# Mouvement des entreprises de taille intermédiaire
Pour les articles homonymes, voir METI (homonymie).
En France, le Mouvement des entreprises de taille intermédiaire (METI), anciennement ASMEP-ETI, est le syndicat des entreprises de taille intermédiaire (ETI) et des entreprises patrimoniales. Fondé en 1995 par Yvon Gattaz, ancien président du CNPF, le METI est depuis octobre 2017 coprésidé par Frederic Coirier, président de Poujoulat et Philippe d'Ornano, président du directoire de Sisley. 

## Activité
faire connaître les entreprises de taille intermédiaire et porter l’ambition d’un Mittelstand français ;
promouvoir l’investissement de long terme, force des ETI qui allient dynamisme économique et valeurs humaines ;
plaider pour un écosystème compétitif, aligné sur l’environnement économique et fiscal européen.
Il a en particulier obtenu la reconnaissance officielle, à l'instigation de la présidence de la République, de cette catégorie des ETI, dorénavant intégrées dans la Loi de modernisation de l'économie en juillet 2008 sous le nom d'entreprises de taille intermédiaire

## Histoire
- 1995 : Fondation par Yvon Gattaz de l’association des moyennes entreprises patrimoniales (ASMEP) autour d’un combat majeur : la transmission d’entreprise à la suite des mesures fiscales introduites en 1982 (IGF/ISF) et 1983 (doublement du taux marginal des droits de succession).
- 2008 : La loi de modernisation de l’économie (LME) du 4 août 2008  donne naissance à une nouvelle catégorie d’entreprises : les entreprises de taille intermédiaire (ETI). Le Président de la République en avait annoncé la création, quelques mois plus tôt, lors de la clôture des Entretiens Annuels d’ASMEP.
- 2009 : ASMEP devient ASMEP-ETI, syndicat des entreprises de taille intermédiaire et des entreprises patrimoniales.
- 2015 : A l’occasion de ses 20 ans, ASMEP-ETI devient le METI, le Mouvement des Entreprises de taille intermédiaire.

## Lobbying en France
Le METI est inscrit comme représentant d'intérêts auprès de la Haute autorité pour la transparence de la vie publique. Il déclare à ce titre en 2021 des dépenses de lobbying comprises entre 50 000 et 75 000 euros et en 2023 des dépenses comprises entre 75 000 et 100 000 euros
.